# All the Good Girls Go to Hell
'All the Good Girls Go to Hell'(모두 소문자로 표기함)은 미국의 가수 빌리 아일리시의 노래로, 2019년에 발매한 첫 번째 정규 음반 "When We All Fall Asleep, Where Do We Go?"에 수록되어 있다. 아일리시와 오빠인 피니어스 오코넬이 함께 곡을 썼으며, 피니어스는 프로듀싱도 맡았다. 다크룸과 인터스코프 레코드를 통하여 2019년 9월 6일 음반의 6번째 싱글로 발매되었다.
팝 장르의 트랙인 'All the Good Girls Go to Hell'은 아일리시가 기후 변화에 대해 노래하는 것으로, 지구를 파괴한 인간에 반감을 품는 악마와 신의 관점을 보여준다. 음악 평단으로부터 전반적으로 호평을 받았으며, 특히 가사와 프로듀싱에 극찬이 이어졌다. 상업적으로도 미국 빌보드 핫 100에서 46위, 영국 싱글 차트에서 77위까지 진입하였으며, 1위를 차지한 벨기에를 포함하여 다섯 개의 국가에서 차트 5위 안에 들었다. 또한 미국 음반 산업 협회(RIAA), 폴란드 축음기 산업 협회(ZPAV), 뮤직 캐나다(Music Canada) 등의 인증 기관에서 플래티넘을 인증 받는 등 큰 성공을 거두었다.

## 인증 및 판매량
| 국가                               | 인증     | 판매량/출하량 |
| ---------------------------------- | -------- | ------------- |
| 캐나다 (뮤직 캐나다)               | 플래티넘 | 80,000        |
| 덴마크 (IFPI Danmark)              | 골드     | 45,000        |
| 이탈리아 (FIMI)                    | 골드     | 35,000        |
| 멕시코 (AMPROFON)                  | 골드     | 30,000        |
| 뉴질랜드 (RMNZ)                    | 골드     | 15,000        |
| 폴란드 (ZPAV)                      | 플래티넘 | 20,000        |
| 영국 (BPI)                         | 실버     | 200,000       |
| 미국 (RIAA)                        | 플래티넘 | 1,000,000     |
| 판매량+스트리밍을 기반으로 한 인증 |          |               |